# Anaxyrus terrestris
Anaxyrus terrestris е вид жаба от семейство Крастави жаби (Bufonidae). Възникнал е преди около 0,3 млн. години по времето на периода кватернер. Видът е незастрашен от изчезване.

## Разпространение
Разпространен е в САЩ.

## Описание
Имат телесна температура около 14,8 °C.
Продължителността им на живот е около 10 години. Популацията на вида е стабилна.